# Ferrari 212
Pour les articles homonymes, voir Ferrari 212 (homonymie).
Les Ferrari 212 sont une série de voitures de sport produites par le constructeur automobile italien Ferrari entre 1951 et 1953. Elles sont équipées du V12 à l'architecture dite "Colombo", pour les versions Inter comme Export.

## Conception
Le modèle 212 est basé sur les modèles de Ferrari 166 et 195, eux-mêmes basés sur la Ferrari 125. Elle est déclinée en version route (Ferrari 212 Inter) et sport (Ferrari 212 Export). Le moteur V12 de ce modèle dispose d'un alésage de 68 mm de plus ce qui permet au moteur d'avoir une cylindrée de 2 562 cm3,. Cette plus grande cylindrée n'a pas eu comme conséquence d'augmenter la puissance mais de permettre d'atteindre une vitesse plus élevée que le modèle 195 avec 120 mph pour le modèle 212 Inter et 140 mph pour le modèle Export. Un carburateur Weber permet d'atteindre 130 HP tandis qu'un trio de ces carburateurs permet de monter à 150 HP.
La Ferrari 212 Inter est présentée pour la première fois au salon de l'automobile de Paris en 1951.

## Fiche technique
- moteur : V12 conception Gioachino Colombo
- cylindrée : 2 562 cm3
- puissance : 150 ch
- châssis empattement : 2 600 mm
- poids : 998 kg (2200 lbs) pour le modèle Inter et 971 kg (2140 lbs) pour le modèle Export[1]

51 châssis construits entre  n° « 0111 ES » et « 0297 EU ».
Les modèles de Ferrari 212 Inter ont atteint 80 voitures produites tandis que le modèle Export a été produit à 26 exemplaires. Le coût d'une Ferrari 212 était à l'époque de 9 500 $. La première Ferrari sur laquelle est intervenu Pinin Farina est une Ferrari 212 Inter.

## Palmarès

### Rallye
- Carrera Panamericana 1951: Piero Taruffi et Luigi Chinetti (212 Inter);
- Tour de France automobile 1951: Pierre "Pagnibon" (212 Export; 2e Jacques Péron et 3e Elio Checcacci/Harry Schell);
- Rallye du Maroc 1951: Jean Lucas et Jacques Péron;

### Circuits
- 10 Heures de Messine 1952;

(France)
- Grand Prix de Caen 1952: Jacques Péron (212 Export);
- Coupe de vitesse de Montlhéry 1952 Pierre "Pagnibon" (212 Export);
- Course sur route de Bordeaux 1952 Pierre "Pagnibon" (212 Export);
- Coupe de Printemps: 1952 Pierre "Pagnibon" (212 Export).